# Tankar

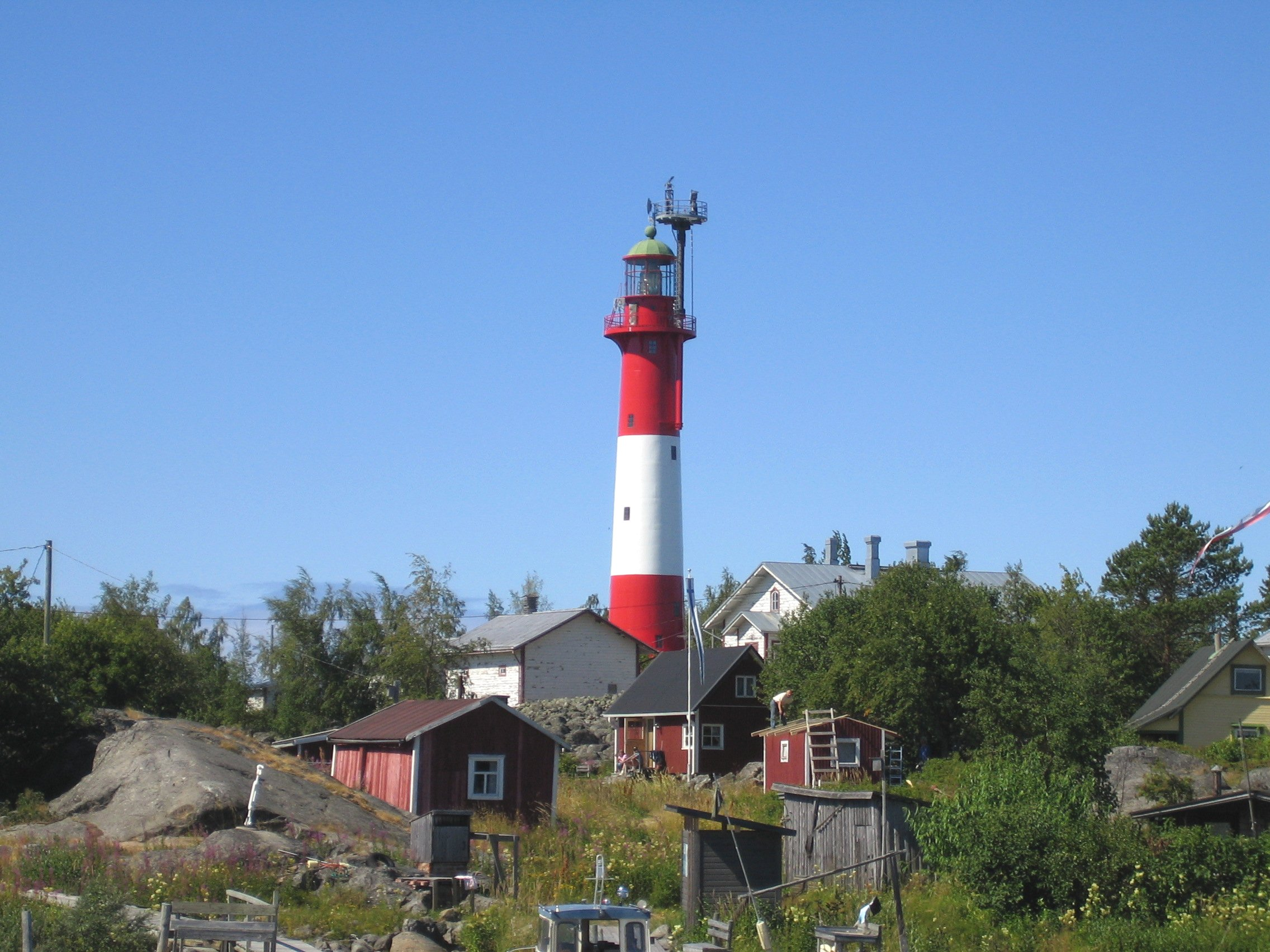
Tankars fyr.

Tankar är ett skär med fyr, fiskarby och lotsstation i Öja i Karleby stad, Finland. Skäret ligger i Österbotten, vid Kvarken. Vintertid finns en väg över isen till fastlandet. Tankar är en av meteorologiska institutets kuststationer, vars väderförhållanden rapporteras i sjörapporterna.
Tankar ligger i Öja skärgårds yttersta hörn. Det är 900 meter långt och 500 meter brett. Tankar är ett klippigt skär som var fiskarnas bas redan på 1600-talet. Ända sedan 1700-talet har ön fungerat som fyr- och lotsö.
År 1788 uppfördes en träkyrka på skäret och 1888 anlades fyrplatsen.
Innan fyren byggdes vägleddes de sjöfarande av eldsken från  "lysanhuser", en liten stuga med fönster mot havet som upplystes av  en rund eldstad, som fiskarna turades att elda i.
Fyrtornet byggdes av prefabricerade delar från Carl Stemming & Co i Danzig och utrustades med en oljelampa och en fresnellins av 2:a ordningen. Den elektrifierades 1961 och avbemannades då en ny lotsstation uppfördes 1975. 
Fyren kan besökas med guide på fyrdagar under sommaren.
På ön finns en hamn, en gästbrygga, en ”Håll skärgården ren”-punkt, säljaktsmuseum, gäststuga, café och rökbastu. I närheten finns ett skeppsvrak att beskåda.